# Gene Samuel
Eugene "Gene" Samuel (nascido em 15 de outubro de 1960) é um ex-ciclista de pista e estrada trinitário-tobagense que competiu para Trinidad e Tobago em quatro edições dos Jogos Olímpicos, começando em 1984.